# Layon (affluent de la Loire)
Pour les articles homonymes, voir Layon.
Le Layon [lɛjɔ̃]  est une rivière du Centre-Ouest de la France, dans les deux départements de Maine-et-Loire et des Deux-Sèvres, des régions Nouvelle-Aquitaine et Pays de la Loire, affluent en rive gauche de la Loire.

## Étymologie
Le Layon s’appelait à l’origine l’Ara (fluvius Are, 1040, Ara fluvius, 1140).
Le nom actuel serait un diminutif l’Arayon devenu Layon.
Il est aussi appelé « canal de Monsieur » en référence au frère du roi Louis XVI, le futur Louis XVIII qui autorisa la canalisation de cette rivière.

## Géographie
De 89,9 km de longueur, le Layon prend sa source à Saint Maurice Étusson dans le département des Deux-Sèvres et la région de la Nouvelle-Aquitaine.
Après une dizaine de kilomètres, il pénètre dans les Pays de la Loire dans le département de Maine-et-Loire où se situe la majeure partie de son cours. La vallée du Layon marque la transition entre la région des Mauges et celle du Saumurois.
Dans sa partie aval, le cours d’eau emprunte un accident géologique majeur : la faille du Layon. Cette faille se prolonge jusqu’à la pointe sud de la Bretagne, après avoir reçu plusieurs autres noms. La rivière borde la Corniche Angevine sur plusieurs kilomètres avant de rejoindre la Loire à Chalonnes-sur-Loire.

## Départements traversés et communes traversées ou longées
Voici la liste des départements traversés et pour chacun d’eux des communes traversées ou longées depuis la source :
- Deux-Sèvres : Saint Maurice Étusson et Genneton ;
- Maine-et-Loire : Cléré-sur-Layon, Passavant-sur-Layon, Lys-Haut-Layon, Doué-en-Anjou, Terranjou, Aubigné-sur-Layon, Bellevigne-en-Layon, Beaulieu-sur-Layon, Chemillé-en-Anjou, Val-du-Layon, Rochefort-sur-Loire, Chaudefonds-sur-Layon et Chalonnes-sur-Loire.

## Référence  paysagère
Le vignoble du Layon dans son ensemble est considéré comme paysage emblématique par la DREAL des Pays de la Loire.

## Principaux affluents
- la Gaubretière, 11 km (rg)
- le Pont Moreau, 13 km (rg), qui arrose Les Cerqueux-sous-Passavant
- la Soire, 18 km, qui conflue (rd) à Nueil-sur-Layon
- le Douet, 14 km (rd)
- le Livier, 14 km (rg), qui arrose Tancoigné
- le Lys, 30 km (rg), qui baigne Vihiers
- l’Arcison, 17 km (rg)
- le Javoineau, 20 km (rg)
- le Dreuillé, 11 km (rg)
- l’Hyrôme, 27 km (rg), qui passe à Chemillé
- le Jeu, 21 km (rg), qui rejoint le Layon à Chalonnes-sur-Loire

NB : (rd) = affluent rive droite ; (rg) = affluent rive gauche

## Hydrologie

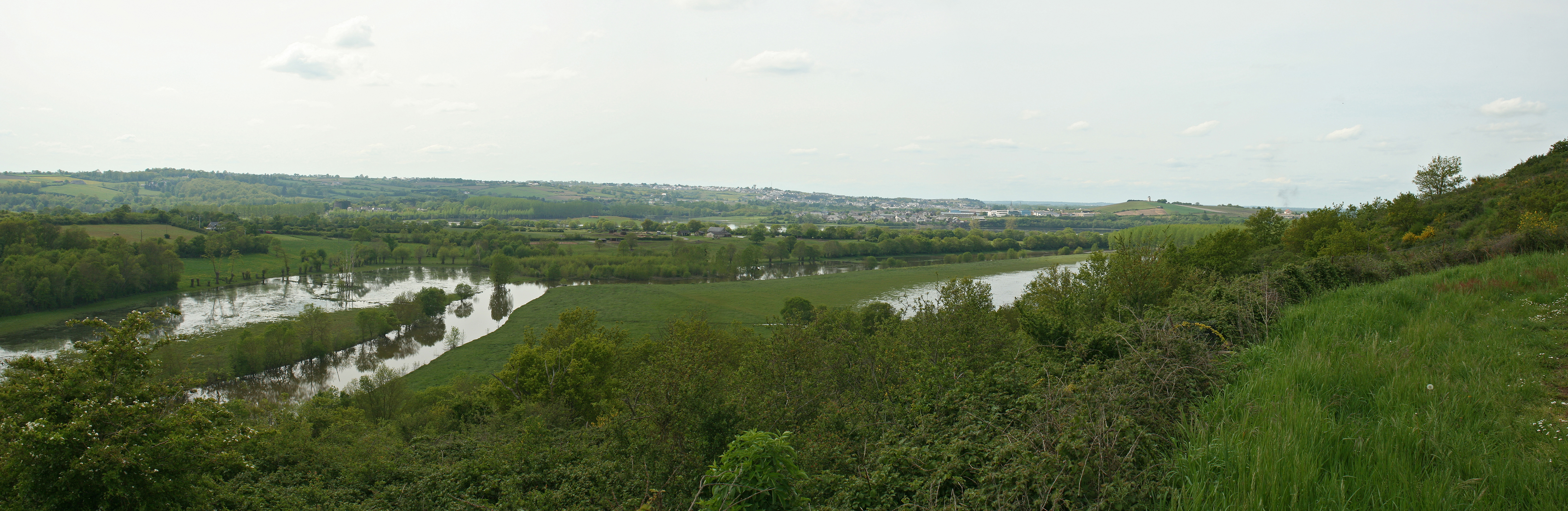
Le Layon en crue vu depuis les Moulins d’Ardenay, lieu-dit de Chaudefonds-sur-Layon.

Comme la plupart des cours d’eau des régions de plaine du bassin de la Loire, le Layon est une rivière peu abondante. Son débit a été observé durant une période de 47 ans (1967-2013), à 15 m d'altitude, à Saint-Lambert-du-Lattay, localité située à une dizaine de kilomètres de son confluent avec la Loire, plus précisément au niveau du pont de la D209 à Bezigon, c’est-à-dire en aval du confluent avec l’Hyrôme, affluent principal du Layon. Le bassin versant de la rivière pris en compte y est de 920 km2, soit plus de 95 % de la totalité de celui-ci.

### Le Layon à Saint-Lambert-du-Lattay
Le module de la rivière à Saint-Lambert-du-Lattay est de 3,98 m3/s.
Le Layon présente des fluctuations saisonnières de débit très marquées, avec une période de hautes eaux d’hiver portant le débit mensuel moyen à un niveau situé entre 6,49 et 11 m3/s, de décembre à mars inclus (avec un maximum en janvier-février). Dès fin mars le débit diminue progressivement pour aboutir à la période des basses eaux qui se déroule de juin à octobre, avec une baisse du débit moyen mensuel allant jusqu’à 0,329 m3/s au mois d’août, ce qui est déjà sévère pour un cours d'eau de cette taille. Cependant les fluctuations de débit peuvent être encore bien plus importantes d’après les années et sur des périodes plus courtes.

### Étiage ou basses eaux
À l’étiage, le VCN3 peut chuter jusque 0,004 m3/s, en cas de période quinquennale sèche, soit à peine quatre litres par seconde, ce qui est extrêmement sévère, le cours d’eau étant dès lors presque à sec.

### Crues
Les crues peuvent être très importantes compte tenu de la taille moyenne du bassin versant. Compte tenu de l’imperméabilité du sous-sol dans la partie occidentale de son bassin (massif armoricain), elles ne sont pas moindres que celles des affluents de la partie occidentale du bassin de la Mayenne (l’Oudon par exemple). Les QIX 2 et QIX 5 valent respectivement 73 et 120 m3/s. Le QIX 10 est de 160 m3/s, le QIX 20 de 190 m3/s, tandis que le QIX 50 se monte à 230 m3/s.
Le débit instantané maximal enregistré à Saint-Lambert-du-Lattay durant cette période, a été de 245 m3/s le 28 décembre 1999, tandis que le débit journalier maximal enregistré était de 209 m3/s le même jour. Si l’on compare la première de ces valeurs à l’échelle des QIX de la rivière, on constate que cette crue était d’ordre plus que cinquantennal et donc fort exceptionnelle.
Il peut être intéressant de comparer les QIX 2, QIX 10 et QIX 20 du Layon à ceux de l’Orge, coulant en amont de Paris, dont le débit est à peu près identique, possédant un bassin de 950 km2, soit à peu près de même taille que celui du Layon, et ayant produit quelques fameux débordements ces dernières décennies. Alors que le QIX 2 du Layon se monte à 73 m3/s, celui de l’Orge en vaut 23. Quant au QIX 10, celui du Layon étant de 160 m3/s, il est de 34 m3/s pour l’Orge. Enfin tandis le QIX 20 du Layon se monte à 190 m3/s, celui de l’Orge n'atteint que 38 m3/s. On en conclura que les crues du Layon sont proportionnellement près de cinq fois plus importantes que celles de l’Orge, rivière présentant cependant des risques sérieux.

### Lame d'eau et débit spécifique
Au total, le Layon est une rivière fort peu abondante. La lame d’eau écoulée dans son bassin versant est de 139 millimètres annuellement, ce qui est largement inférieur à la moyenne de la France tous bassins confondus, mais aussi nettement inférieur à la moyenne du bassin de la Loire (244 millimètres). Le débit spécifique de la rivière (ou Qsp) atteint 4,4 litres par seconde et par kilomètre carré de bassin.

## Canalisation
Dès le XVIIe siècle, les Hollandais monopolisèrent le commerce des vins doux vers l’Europe du Nord. Ils firent ainsi la fortune du vignoble de la région à cette époque. Ils installèrent des entrepôts aux Ponts-de-Cé, puis importèrent des barriques de vin. Pour ce faire, ils empruntaient la Loire entre la mer et les Ponts-de-Cé, en passant par Nantes. Ce commerce fut tellement florissant qu’en 1774, on entreprit de canaliser le cours inférieur du Layon, de la Loire à Concourson, soit 63 km. Deux ans plus tard, les cargaisons de vins produits tout au long de la rivière furent embarquées sur place et transportées par voie d'eau vers Chalonnes et les entrepôts de Pont-de-Cé, et cela en empruntant le canal appelé à l'époque "canal de Monsieur", la voie d'eau étant sous la protection du frère du roi, le futur Louis XVIII. Le Layon servait également au transport du charbon extrait dans la région.
Le Layon canalisé a été utilisé ainsi pendant près de quinze ans, juste avant la Révolution. Dès le début il souffrit de défauts de construction, notamment d'un gabarit trop étroit, et du débit trop irrégulier de la rivière. Les guerres de Vendée entraînèrent de graves détériorations et la navigation fut interrompue. Les différentes tentatives de restauration de la voie navigable, au long du XIXe siècle, n'aboutirent pas, et le Layon canalisé fut officiellement déclassé en 1891, pour la section Concourson-Chaudefonds. Seuls  les 6 derniers km continueront d'être utilisés, avant d'être radiés de la nomenclature de voies navigables en 1957. Quelques aménagements ont résisté jusqu'à ce jour à la guerre de Vendée et au temps : chemins de halage, écluses (celle de Thouarcé notamment), ponts, etc. Il y a là actuellement tout un patrimoine à visiter.

## Terroirs

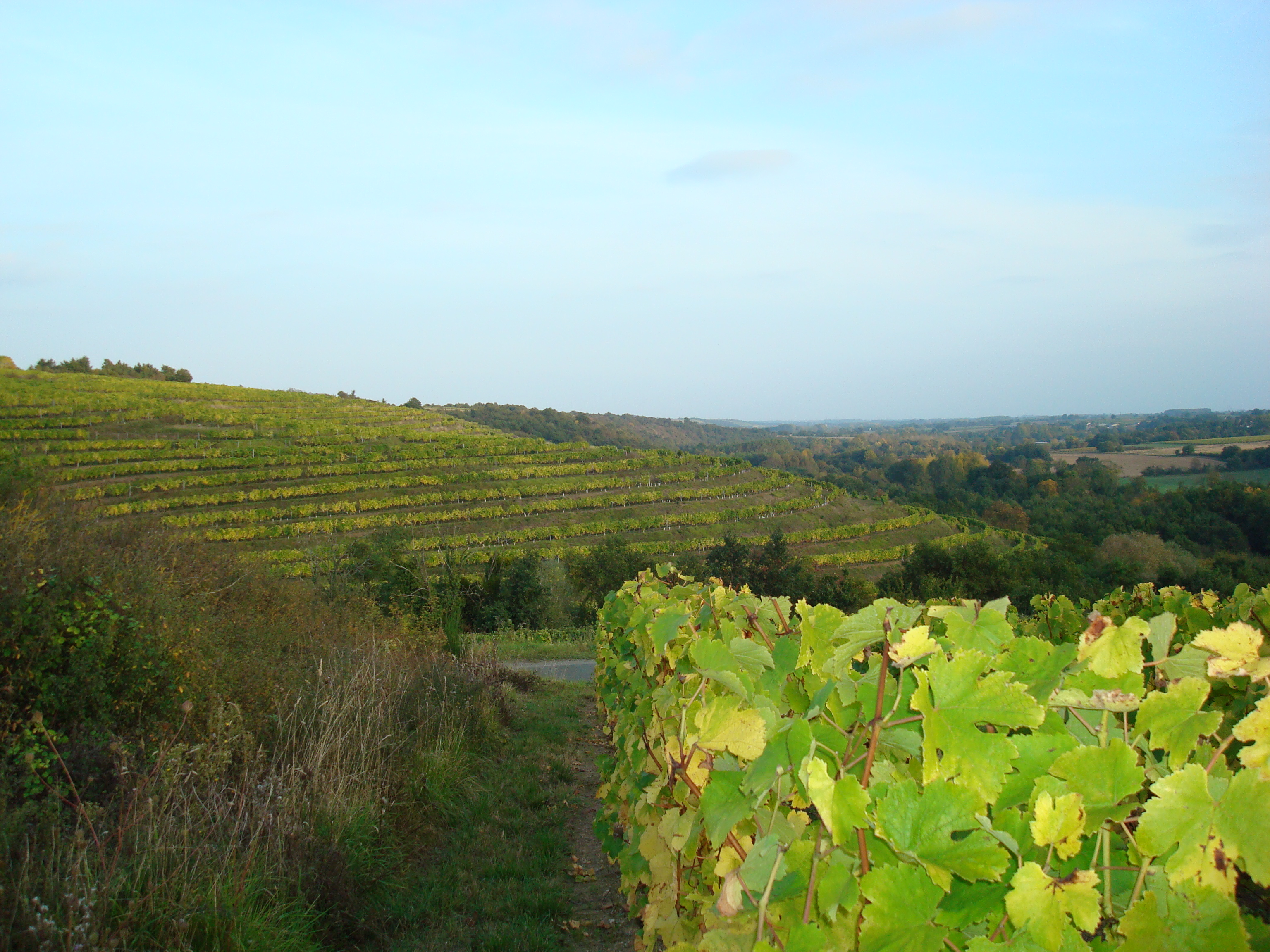
Vigne en terrasses dans les coteaux du Layon sur la commune déléguée de Faye-d’Anjou.

Les rives du Layon sont célèbres pour le vin blanc liquoreux qui y est produit : le vin des Coteaux-du-Layon quelquefois simplement appelé « Layon ».
Ce vignoble, classé AOC depuis 1950, couvre une superficie de 1 200 hectares. Les vignes sont plantées à flanc de coteau, quelquefois en terrasses (comme sur la photo).
Le vin est issu à 100 % du cépage appelé chenin. Certains terroirs, plus sucrés, peuvent bénéficier de l'appellation Coteaux-du-Layon suivie du nom de la commune. Il s'agit de Beaulieu-sur-Layon, Faye-d'Anjou, Rablay-sur-Layon, Rochefort-sur-Loire, Saint-Aubin-de-Luigné et Saint-Lambert-du-Lattay. La mention particulière Sélection de grains nobles peut être ajoutée si le titrage en sucre est supérieur à 294 grammes par litre de moût. Enfin trois anciens terroirs sont devenus des appellations à part entière. Il s'agit de Bonnezeaux, Coteaux-du-Layon Chaume et de Quarts-de-Chaume.

## Toponymes
Le Layon a donné son hydronyme aux quatorze communes et communes déléguées suivantes : Aubigné-sur-Layon, Beaulieu-sur-Layon, Bellevigne-en-Layon, Champ-sur-Layon, Chaudefonds-sur-Layon, Cléré-sur-Layon, Concourson-sur-Layon, Lys-Haut-Layon, Nueil-sur-Layon, Passavant-sur-Layon, Rablay-sur-Layon, Saint-Georges-sur-Layon, Val-du-Layon et Les Verchers-sur-Layon.